# إرينوتيكان
إرينوتيكان هو دواء يستعمل في علاج السرطان.
إرينوتيكان مدرج ضمن قائمة منظمة الصحة العالمية للأدوية الأساسية.

## الاستعمالات
يعد سرطان القولون هو الاستعمال الرئيسي لإرينوتيكان، ويستعمل مع أدوية العلاج الكيميائي الأخرى. ومن أبرز أنظمة العلاج هو نظام FOLFIRI الذي يضم فلورويوراسيل وحمض الفولينيك إضافة لإرينوتيكان.

## تاريخ إرينوتيكان
حصل على ترخيص مستعجل من إدارة الغذاء والدواء الأمريكية في عام 1996 ثم ترخيص كامل في عام 1998.
خلال فترة تطويره كان اسمه CPT-11.

## الأسماء التجارية
تنتجه شركة فايزر تحت اسمين تجاريين هما Camptosar و Campto.